# Vasco da Gama Fernandes
Vasco da Gama Lopes Fernandes GCC • GCL (São Vicente, 4 de Novembro de 1908 — Lisboa, 9 de Agosto de 1991) foi um advogado e político português.

## Biografia
Filho de Joaquim Luís Fernandes e de sua mulher Ângela Lopes.
Estudou no Liceu Passos Manuel e na Faculdade de Direito da Universidade de Lisboa, onde se licenciou em Direito.
Desde jovem desenvolveu uma intensa atividade cívica e política, destacando-se sobretudo na oposição à ditadura e ao salazarismo. Logo em 1928, ano em que foi um dos protestantes contra a extinção da Faculdade de Direito de Lisboa, iniciou a sua colaboração no jornal O Povo e no jornal de estudantes Liberdade. Eleito presidente da Assembleia-Geral da Federação Académica de Lisboa, conspirou com estranhos e com os companheiros da Faculdade na organização de um Batalhão Académico, com objetivos revolucionários. Em seguida participou na organização da Liga dos Estudantes Republicanos, de que viria a ser um dos seus dirigentes.
Perseguido pela polícia política, foi detido na sequência do seu protesto contra a deportação do advogado Heliodoro Caldeira e pela participação no assalto à Faculdade de Direito. No princípio da década de 1930 aderiu à Aliança Republicana e Socialista e apoiou o golpe de Utra Machado, evitando a prisão com uma fuga para Espanha, permanecendo algum tempo em Valença de Alcântara. Regressado clandestinamente a Lisboa nas vésperas de ser pai, acabaria por ser amnistiado, o que lhe permitiu prosseguir o curso de Direito.
Não cessou porém a sua intervenção pública e política. Com Cunha Leal fundou a revista A Vida Contemporânea, na qual foi redator principal. Em 1935 participou na fracassada tentativa revolucionária do Castelo de S. Jorge, como agente de ligação entre os apoiantes de Ribeiro de Carvalho e os oficiais da Guarnição de Lisboa, alinhados com Francisco Rolão Preto. Entretanto, na Faculdade de Direito, era eleito presidente da Associação Académica (AAFDL) e proposto pelos colegas republicanos para delegado ao Senado Universitário.
Terminada a licenciatura, Vasco da Gama Fernandes optou logo pela advocacia. Por razões familiares, fixou-se em Alcobaça e depois em Leiria, onde teve escritórios.
Em 1943 militou no Movimento de Unidade Nacional Antifascista, sob a chefia do general Norton de Matos, promovendo no distrito de Leiria a organização de um centro de trabalhos, que acabou encerrado pela PIDE. De seguida foi um dos elementos iniciadores do Movimento de Unidadade Democrática (1945).
Foram frequentes as suas intervenções nos tribunais especiais, em defesa de presos políticos. Na sequência das tentativas de revolta militar fracassadas em 10 de Outubro (Golpe da Mealhada) e 10 de Abril de 1947, seria novamente preso. Depois de libertado, foi encarregue da defesa de Celestino Soares, um dos principais elementos civis implicados naquele movimento. Nesse julgamento conheceria Henrique Galvão, que defendia o amigo Carlos Selvagem. Em 1947 estava entre os fundadores do Partido Trabalhista.
Foi elemento ativo na campanha eleitoral de Norton de Matos (1949) e participou na campanha de Quintão Meireles (1951), assistindo em seguida, em Coimbra, à primeira reunião do Directório Democrato-Social, de Jaime Cortesão.
Na campanha eleitoral do general Humberto Delgado (1958) percorreu todo o país, sendo um dos seus apoiantes mais destacados. Apoio esse que levá-lo-ia de novo à prisão, permanecendo nos calabouços da PIDE no Porto durante mais de um mês, acusado de estar envolvido numa revolução chefiada por Humberto Delgado. Entretanto, o escritório e a sua casa de Leiria iam-se transformando num corropio de visitas e reuniões, por onde passavam figuras como António Sérgio, Jaime Cortesão, Mário de Azevedo Gomes, José Domingues dos Santos, Hélder Ribeiro ou Humberto Delgado. Colaborou na elaboração do Programa para a Democratização da República, que subscreveu e que mereceu a instauração de um processo-crime contra todos os signatários. Já na década de 1970 afasta-se do Directório Democrato-Social, vindo a dirigir-se para a Acção Socialista Portuguesa.
Não deixa a vida social e promove a fundação do Ateneu Desportivo de Leiria, de que é eleito presidente, depois impedido de exercer essa função pelo então Ministro da Educação Nacional, José Hermano Saraiva. Participou em quatro campanhas eleitorais para a Assembleia Nacional a que a oposição democrática concorreu, tendo sido as eleições de 1969 aquelas em que teve maior intervenção. Apresentou duas teses ao II Congresso Republicano de Aveiro (1969) e ajudou na preparação do III Congresso (1973) ao qual apresentou a proposta de criação do Ombudsman, atualmente consagrada sob a figura do Provedor de Justiça.
Participou ativamente na realização do I Congresso Nacional dos Advogados Portugueses, levado a cabo pela respectiva Ordem dos Advogados (1972), bem como nos congressos da União Internacional dos Advogados que se realizaram em vários países da Europa. Numa deslocação a Roma visitou o bispo do Porto exilado, D. António Ferreira Gomes.
Embora centrada em Leiria, a sua advocacia estendia-se por todo o país, acabando por determinar a sua transferência para Lisboa, em 1971. Em 1973 estaria entre os fundadores do Partido Socialista.
Em 1975 colaborou no Jornal do Caso República dirigido por Raul Rêgo.
Em Abril de 1975 seria eleito deputado, por Leiria, pelo PS, à Assembleia Constituinte, da qual foi vice-presidente. Eleito deputado nas legislativas de 1976, foi o primeiro Presidente da Assembleia da República, entre Julho de 1976 e Outubro de 1978. Concomitantemente, chefiou diversas missões parlamentares internacionais. Participou activamente nas duas campanhas eleitorais à Presidência da República a que concorreu Ramalho Eanes.
A 30 de Junho de 1980 foi agraciado com a Grã-Cruz da Ordem da Liberdade e a 9 de Abril de 1981 com a Grã-Cruz da Ordem Militar de Nosso Senhor Jesus Cristo.
Dissidente do PS, tornou-se deputado independente, próximo da UEDS. Pouco depois fundava, com Ramalho Eanes, o Partido Renovador Democrático, que o levaria de novo à Assembleia da República, até 1987. Nas eleições presidenciais de 1986 apoiou Francisco Salgado Zenha.
Vasco da Gama Fernandes foi ainda membro da Associação do Registo Civil, da Sociedade Portuguesa de Escritores, presidente da Associação do Atlântico Norte, presidente da Liga Portuguesa dos Direitos do Homem, e foi o primeiro diretor nomeado do Museu da República e da Resistência. Foi um destacado membro da Maçonaria.
Casou com Maria da Glória Ramos de Ataíde, com geração.

## Obras
- A Recuperação Italiana (1964)
- Presença (1968)